# Román Villalobos
Román Daniel Villalobos Solís (Heredia, 24 de junio de 1990) es un ciclista profesional costarricense. Actualmente corre para el equipo profesional mexicano de categoría Continental  el Canel's-Specialized.

## Palmarés
| 2011 - Vuelta de la Juventud de Costa Rica, más 2 etapas 2012 - 1 etapa de la Copa Pococi - 2 etapas de la Vuelta a San Carlos - Vuelta a Occidente, más 2 etapas 2013 - Vuelta de la Leche, más 1 etapa - 1 etapa de la Vuelta a Mendoza - Vuelta Provincia de Talagante, más 1 etapa - 3.º en los Juegos Deportivos Centroamericanos Contrarreloj - 1 etapa de la Vuelta a Guanacaste 2015 - Copa Guanacasteca, más 2 etapas - 1 etapa de la Vuelta Higuito - Vuelta a San Carlos, más 1 etapa - Vuelta a Guatemala, más 1 etapa - 1 etapa de la Vuelta a Costa Rica | 2016 - Vuelta a Guanacaste, más 1 etapa - Reto Puerto del Águila - Vuelta a Guatemala, más 1 etapa - Vuelta Tlaxcala - 2 etapas de la Vuelta a Costa Rica 2017 - Vuelta a San Carlos, más 1 etapa - 3.º en el Campeonato de Costa Rica en Ruta - 1 etapa de la Vuelta a Nicaragua - Vuelta a Costa Rica, más 3 etapas 2018 - 1 etapa de la Vuelta a San Juan - 2.º en el Campeonato de Costa Rica Contrarreloj - 1 etapa de la Vuelta Michoacán - 2 etapas de la Vuelta a Costa Rica |

## Equipos
- Canel's-Specialized (2016-hasta 04/07/2017)
- LA Aluminios-Paio Pires-Metalusa (desde 05/07/2017)
- Canel's-Specialized (2018)